# 아케치 고로
아케치 고로(일본어: 明智 吾郎), 코드네임 크로우는 페르소나 시리즈의 여섯 번째 작품이자 2016년 비디오 게임 《페르소나 5》에서 등장하는 캐릭터이자 보조 악당이다. '탐정왕자의 재림'이라는 별명을 가진 3학년 고등학생 탐정 아케치는 괴도단의 행동에 반대하며 그룹의 리더인 조커의 라이벌이자 대조점으로 등장한다. 일본어판에서는 호시 소이치로가, 영어판에서는 로비 데이먼드가 목소리를 맡았다.
소에지마 시게노리가 창작한 아케치는 신비로운 탐정이자 조커와 정 반대편이 되는 인물로 개발되었다. 아케치의 이름과 캐릭터는 에도가와 란포가 창조한 가상 캐릭터 아케치 고고로를 참조하는데, 특히 유명 탐정으로서의 묘사는 란포 작품에서 원조 아케치의 역할을 반영한다. 시리즈의 인쇄 및 애니메이션 버전 외에도, 스핀오프인 《페르소나 5 댄싱 스타 나이트》와 《페르소나 Q2 뉴 시네마 래버린스》에도 등장했다. 《페르소나 5 더 로열》에서는 플레이어에게 더 어필하기 위해 아케치의 캐릭터 묘사가 더욱 깊이 탐구되었다.
게임과 애니메이션에서 캐릭터에 대한 초기 비판적 평가는 엇갈렸다. 공식 캐릭터 투표에서는 상위권을 차지했음에도 불구하고 성우 연기, 능력, 조커와의 흥미로운 유대에 대해서는 칭찬을 받았지만 캐릭터 서사의 깊이 부족과 수동공격적인 성격에 대해서는 비판을 받았다. 이 때문에 로열에서는 아케치가 더 깊이 탐구되었고, 발매 후 비평가는 아틀러스가 그의 오리지널 버전과는 다른 방식으로 그를 다루었기 때문에 그가 더 호감 가는 캐릭터가 되었다고 평가했다.

## 개발
아케치의 캐릭터 디자인은 소에지마 시게노리가 맡았다. 개발 초기에는 창작팀이 아케치를 탐정으로 설정하기로 결정했지만, 그가 얼마나 의심스럽게 보일지, 또는 이야기에서 어떤 역할을 할지는 확신하지 못했다. 심지어 초기 제안 중 하나는 아케치가 니지마 마코토의 오빠라는 것도 있었다. 결국 개발팀은 아케치를 단정한 태도와 명랑한 성격을 가진 인물로 만들기로 결정했으며, 셔츠 단추를 풀고 넥타이를 느슨하게 매고 머리를 헝클어뜨린 모습으로 표현했다. 아케치의 주된 색은 조커의 검은색 색상과 대비되는 흰색이다. 또한 검은색 장갑을 끼고 있는데, 한때 창작팀은 이것이 아케치가 괴도단의 배신자임을 드러낼 것이라고 생각했다. 아케치의 괴도 복장은 텐구를 닮은 마스크를 포함하여 거만한 인상을 주며, 복장은 장교와 유사하게 정장풍으로 유지되었다.
페르소나 5 더 로열의 경우, 아케치에 대한 초기 반응이 극명하게 엇갈렸기 때문에 카즈히사 와다는 3학기 동안 아케치가 자신의 캐릭터에 충실하게 보이도록 하는 데 어려움이 있었다고 언급했다. 아케치가 조커와 교류하는 새로운 이벤트는 캐릭터성을 확장하고 아케치의 원래 모습을 싫어했던 플레이어에게 어필하기 위해 만들어졌다. 아케치의 새로운 전투 대사는 처음에는 "더 거칠었다"고 하지만, 와다와 이토 다이키가 호시의 목소리 연기가 너무 강하다고 판단하여 재녹음을 요청했다. 개발 후반에는 미술팀이 아케치에게 기본적으로 엄한 표정을 포함한 다양한 캐릭터 초상화를 제공하여 괴도단, 특히 조커 주변에서 아케치의 "진정한" 자아를 보여주도록 제안했다. 조커 외에는 아케치는 아무도 신경 쓰지 않는데, 이는 아케치가 요시자와 스미레가 공격을 놓친 것에 대해 꾸짖는 방식에서 잘 나타난다. 또한 아케치가 라이벌 외에도 공동 주연으로도 간주된다고 밝혔다.
아케치의 첫 번째 페르소나는 그의 "슈퍼히어로" 이미지와 일치하는 "정의의 영웅" 로빈 후드이다. 두 번째 페르소나는 로키로, 적의 시야를 가리기 위해 제1차 세계대전 전함과 유사한 현혹 위장 패턴과 기원을 불분명하게 만들기 위해 류코클로리디움 기생충과 유사한 뿔을 가지고 있다. 페르소나 5 더 로열에서 게임의 3학기 동안 아케치는 히어워드를 궁극 페르소나로 얻는다.
아케치의 목소리는 일본어판에서는 호시 소이치로가, 영어판에서는 로비 데이먼드가 맡았다. 호시는 아케치를 고등학생 탐정이자 "상냥한 젊은이"로 묘사했지만, 이러한 특성이 아케치를 완전히 정의하는 것은 아니라고 지적했다. 데이먼드는 자신의 캐릭터가 미치는 영향에 놀랐다. 녹음 후 게임을 다시 플레이하면서 데이먼드는 아케치 캐릭터를 계속 살펴보았기 때문에 비현실적이라고 느꼈고, 아케치를 연기하는 것이 즐거웠다고 말했다.

## 등장

### 페르소나 5에서
아케치는 페르소나 5에서 플레이 가능한 캐릭터로, 캐릭터 존재는 E3 2016에서 처음 대중에게 공개되었다. 컨피던트로서 아케치는 정의 아르카나를 상징한다. 게임에서 그는 3학년 고등학생이자 "탐정왕자의 재림"으로 알려진 유명 탐정이다. (《페르소나 4》의 시로가네 나오토를 언급) 아케치는 괴도단에 반대하며 조커의 라이벌이 되지만, 후에 사에의 팰리스에서 코드네임 "크로우"를 사용하며 괴도단과 합류한다. 아케치는 나중에 괴도단을 배신하는데, 부분적으로는 조커에 대한 질투 때문이며, 그 외에도 부패한 정치인 시도 마사요시의 명령을 받고 인지적 붕괴를 일으킨 검은 마스크 암살자임이 밝혀진다. 아케치는 시도의 팰리스에서 괴도단과 다시 대결하며, 자신이 시도의 사생아이며 수년간의 방치에 대한 복수를 계획하고 있음을 밝힌다. 조커처럼 아케치도 여러 페르소나를 보유할 수 있는 "와일드 카드"인데, 이는 얄다바오트가 사회에서 혼돈과 질서 중 어느 것이 지배할지 보기 위해 그에게 부여한 힘이다. 하지만 아케치의 "와일드 카드" 능력은 인간 관계에 대한 그의 허무주의적 시각 때문에 제대로 발전하지 못했다. 아케치는 선거 후 시도가 자신을 죽이려 했다는 사실을 알게 된 후 괴도단을 구하기 위해 자신을 희생한다.
사애의 팰리스 기간 동안에만 플레이 가능했지만, 업데이트된 재발매판인 페르소나 5 더 로열에서는 아케치가 게임의 3학기 시기에서 새로운 상호작용 가능한 컨피던트와 능력으로 플레이 가능하게 되었다. 3학기 동안 아케치는 마루키의 팰리스를 조사하는 데 조커를 돕는다. 이 때 아케치는 조커와 자신의 진정한 성격을 마주하며 상호작용한다. 게임이 끝날 무렵 마루키는 아케치의 귀환이 자신을 구하려는 조커의 소원 때문이었음을 밝힌다. 와다와 이토는 아케치의 생존이 게임 내 플레이어의 선택, 특히 그의 컨피던트에서 이루어진 특정 선택에 달려있도록 의도적으로 만들었다.

### 다른 매체에서
아케치는 《페르소나 5 댄싱 스타 나이트》의 다운로드 가능 콘텐츠와 《페르소나 Q2 뉴 시네마 래버린스》와 같은 다른 스핀오프 작품에도 등장했다. 아케치는 《페르소나 5: 디 애니메이션》에도 출연하며 게임보다 아케치의 캐릭터에 더 초점을 맞추는데, 이는 이시하마 마사시 감독과 아다치 카즈키 프로듀서의 의도적인 결정이었다. 둘은 아케치의 "어두운 면"이 없으면 애니메이션이 "지루할 것"이라고 언급했다. 패션 브랜드 "SuperGroupies"도 아케치와 조커를 기반으로 한 콜라보레이션 의류 라인을 만들었다. 무대극 각색판에서는 아케치 역을 사사키 요시히데가 연기했다. 역할을 준비하기 위해 사사키는 페르소나 5를 플레이했으며, 아케치의 갑작스러운 변화를 보고 "충격"받았으며 아케치의 이중 인격을 연기하기를 기대한다고 밝혔다.

## 평가
아케치는 비평가와 팬 사이에서 엇갈린 평가를 받았다. 아케치는 인기 투표에서 꾸준히 높은 순위를 기록했다. 아케치는 페르소나 5 매니악스와 잡지 코믹마켓 플러스 12호에서 일본 팬들이 가장 좋아하는 컨피던트 1위로 선정되었다. 코믹마켓 플러스의 평론가는 아케치가 매우 "인간적인" 캐릭터처럼 보였고 조커와의 라이벌 관계를 즐겼다고 언급했다. 또한 세가 페스티벌 2016에서 참석자의 전체적으로 가장 좋아하는 캐릭터 1위로 선정되었으며, 팬들로부터 "모성애"를 불러일으켰다는 공통된 의견을 받았다. 페르소나 5 5주년 기념 투표에서는 3위를 차지했다. 페르소나 Q2 뉴 시네마 래버린스와 아틀러스 동남아시아의 페르소나 5 더 로열 인기 투표에서는 모두 5위를 차지했다. SEGA의 비리비리 계정에서 진행된 페르소나 5 더 로열 캐릭터 인기 투표에서 아케치가 1위를 차지했다.
《Kotaku》의 기타 잭슨은 아케치가 《페르소나 5 댄싱 스타 나이트》에 포함된 온라인 반응 때문에 페르소나 5 팬 사이에서 인기 있는 캐릭터라고 언급했다. 그러나 《Destructoid》의 크리스 모이스는 아케치를 시리즈에서 "최악의 소년"으로 간주하며, "수동공격적인 태도"와 "나르시시즘과 잘못된 오만함에 기반한 강박적인 성격"을 가졌다고 묘사했다. 《TheGamer》의 트리스탄 주르코비치(Tristan Jurkovich)는 또한 아케치를 로열 버전의 최악의 추가 요소 중 하나로 평가하며, "원래의 만남을 통해 그와 자동으로 관계를 맺어야 했던 것과 달리, 이제 플레이어는 함께 어울리는 시간을 따로 가져야 한다. 그에 대해 더 알아가는 것이 어쩌면 새로운 사용자에게는 매력적으로 들릴지 모르지만, 나중에 그에게 어떤 일이 일어나는지를 안다면, 로열에 추가된 이 새로운 외관을 받아들이기 어렵다"고 비판했다. 또한 《디 A.V. 클럽》의 클레이튼 퍼덤은 아케치 캐릭터가 "아이들 애니메이션에서 뚝 떨어져 나온 것 같다"고 평했으며, 게임의 "현실 세계의 어둠과 과장된 명랑함" 사이의 균형을 "너무 기울여서" 부차적인 캐릭터처럼 느껴졌다고 언급했다. 《Siliconera》와 《게임스팟》은 로열에서의 아케치 캐릭터 묘사가 조커와의 더욱 호감 가는 상호작용을 제공한다는 점에서 칭찬했다. 《폴리곤》도 로열에서 아케치를 다룬 방식에 대해 유사한 의견을 표명하며 원본보다 우수하다고 평가했다. 《코믹 북 리소시스》는 아케치와 조커의 쇼타임을 1위로 평가하며, 둘의 복잡하지만 강력한 관계를 상징하는 특별한 기술이라고 칭찬했다. 팬케이크는 아케치와 관련된 인터넷 밈이 되기도 했다.
《애니메 뉴스 네트워크》의 크리스토퍼 패리스는 페르소나 5: 디 애니메이션 리뷰에서 게임과 달리 애니메이션이 아케치의 캐릭터를 더욱 깊이 파고들었다고 느꼈다. 또한 아케치의 스토리가 괴도단에 대한 반대 때문에 "긴장감"을 더한다고 말했다. 그는 아케치와 조커의 라이벌 관계를 "역동적"이라고 평가했으며, 둘의 적대감에도 불구하고 도덕성에 대한 토론이 "친근했다"고 느꼈다. 그러나 아케치 캐릭터의 동기에 대한 폭로가 너무 "막판에" 이루어진 것 같다고 느꼈다.